# Metge vermell
El metge vermell o pamfont vermell (Parophidion vassali) és una espècie de peix pertanyent a la família dels ofídids i a l'ordre dels ofidiformes, la qual fou descoberta per Antoine Risso a Niça.

## Ictionímia
Segons Gibert, metge és el nom que a la Costa de Llevant es dona igualment a Ophidion barbatum i a Parophidion vassali. La motivació d'aquest ictiònim no és gens evident. M. Colom el fa sinònim de cuc: "Metge. Igual que cuc." A Menorca li donen el nom de pamfont vermell a causa del color vermellós de les aletes dorsal i anal.

## Descripció
Cos allargat i comprimit, amb escates cicloides, el·líptiques i petites, incloses dins la pell i presents també a la part superior i els costats del cap. La línia lateral és incompleta i limitada a la meitat anterior del cos. El cap té el perfil anterior arrodonit, amb el musell igual o una mica més curt que el diàmetre ocular. La boca és obliqua i té la comissura un poc per darrere la vertical del marge posterior dels ulls. L'origen de l'aleta dorsal està a prop de la vertical de l'àpex de les aletes pectorals i té de 127 a 135 radis. L'aleta anal, més curta que la dorsal, té de 100 a 110 radis i conflueix amb la dorsal a l'extrem posterior del cos. Els dos radis de les ventrals són iguals o bé l'anterior és lleugerament més curt. El cos és de color bru groguenc o rosaci, molt més clar a la regió ventral. Les aletes són vermelles o color de taronja. Longitud total al voltant de 15 cm, encara que, possiblement, pot atènyer un valor màxim de 25 cm.

## Reproducció
És de fecundació externa, ovípar i els ous (ovals i pelàgics) suren formant una massa gelatinosa.

## Alimentació
Menja organismes bentònics (poliquets, crancs i d'altres crustacis) i el seu nivell tròfic és de 3,52.

## Hàbitat i distribució geogràfica
És un peix marí, demersal i de clima temperat, el qual viu a les praderies d'algues de vidriers (Posidonia oceanica) de la mar Mediterrània (Gibraltar, l'Estat espanyol -incloent-hi les illes Balears-, França -incloent-hi Còrsega-, Mònaco, Itàlia -incloent-hi Sardenya i Sicília-, Malta, la mar Adriàtica, Eslovènia, Croàcia, Bòsnia i Hercegovina, Montenegro, Albània, Grècia, la mar Egea, la mar de Màrmara, Turquia, Síria, el Líban, Israel, Xipre, Tunísia i Algèria) i de l'Atlàntic nord-oriental (el Marroc. i, possiblement també l'illa de Madeira).

## Observacions
És inofensiu per als humans, el seu índex de vulnerabilitat és de baix a moderat (32 de 100) i és una espècie més aviat rara, ja que se suposa que normalment viu a la part més fonda de la plataforma continental.